# Delias bothwelli
Delias bothwelli is een vlindersoort uit de familie van de Pieridae (witjes), onderfamilie Pierinae.
Delias bothwelli werd in 1909 beschreven door Kenrick.